# Gran Bajo del Gualicho
Gran Bajo del Gualicho är en sänka i Argentina.   Den ligger i provinsen Río Negro, i den södra delen av landet, 900 km sydväst om huvudstaden Buenos Aires.
Omgivningarna runt Gran Bajo del Gualicho är i huvudsak ett öppet busklandskap. Trakten runt Gran Bajo del Gualicho är nära nog obefolkad, med mindre än två invånare per kvadratkilometer.